# Rudolf Riggenbach (Denkmalpfleger)

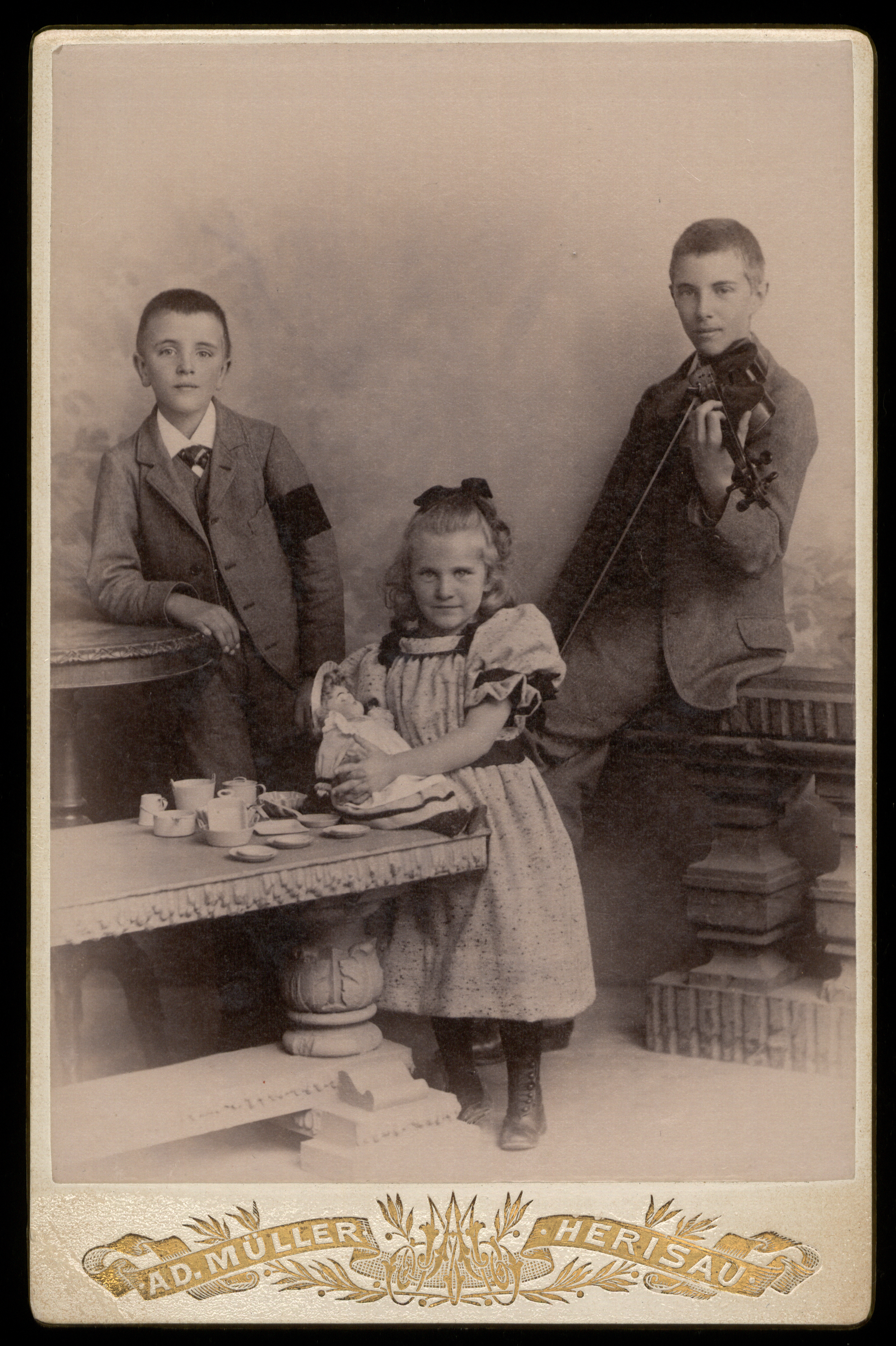
Rudolf Riggenbach (rechts mit Geige in der Hand) und seine beiden jüngeren Geschwister

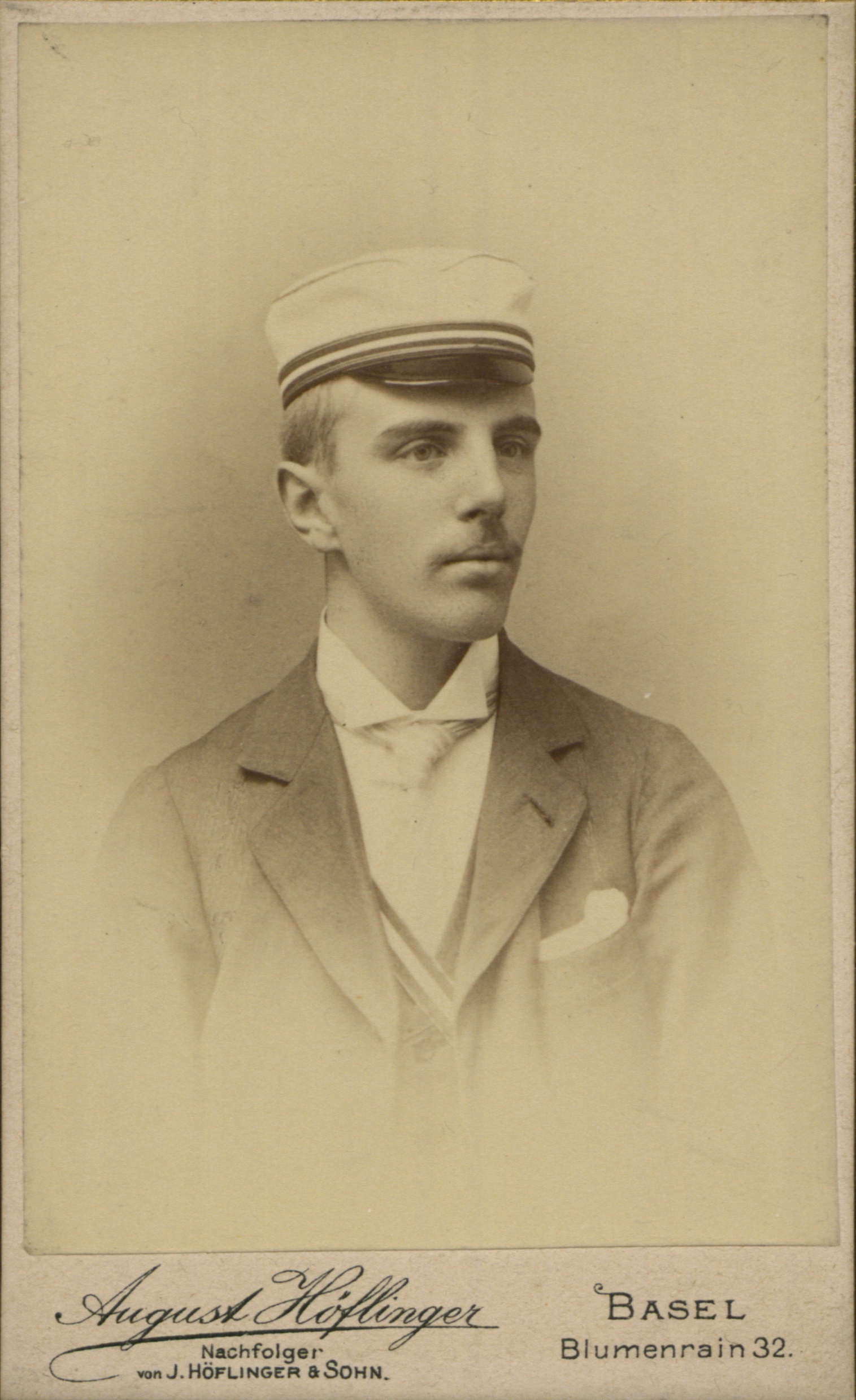
Rudolf Riggenbach war auch Mitglied der Zofingia

Samuel Rudolf Riggenbach (auch Dinge-Dinge genannt; * 24. Dezember 1882 in Basel; † 19. Mai 1961 ebenda) war ein Schweizer Kunsthistoriker und von 1932 bis 1954 einer der ersten Denkmalpfleger von Basel-Stadt. Neben seinen Bemühungen, Basler Kultur zu erhalten und zu fördern, interessierte er sich für die spätgotische Kunst im Wallis. Seinen Beinamen Dinge-Dinge erhielt er, weil er die Pausen mit «e Ding, e Ding» zu füllen pflegte, wenn er in seinen Reden ins Stocken geriet.

## Leben
Rudolf Riggenbach war das zweite Kind des Pfarrers und Theologieprofessors Bernhard Riggenbach und der Anna Riggenbach (geb. Oser). Sein Grossvater väterlicherseits war der Ingenieur Niklaus Riggenbach und mütterlicherseits der Dichter Friedrich Oser. Von 1901 bis 1907 studierte er Kunstgeschichte, Archäologie und Geschichte, später auch Philosophie in Basel, Berlin, München und Göttingen. 1907 wurde er in Basel mit einer Dissertation über den Maler und Zeichner Wolfgang Huber promoviert.
1914 übernahm Rudolf Riggenbach das Bibliothekarsamt des Basler Kunstvereins, welches er bis 1922 innehatte. Als Bibliothekar übergab er alte Bestände anderen Einrichtungen, etwa der Universitätsbibliothek Basel, der Gewerbeschule oder den Bibliotheken der Öffentlichen Kunstsammlung und des Historischen Museums. Den kleinen Bibliotheksbestand zur Kunst aus dem 19. Jahrhundert stockte er durch neue Anschaffungen auf, die er zum Teil aus eigener Tasche bezahlte.
1916 wurde Riggenbach Assistent des Kupferstichkabinetts der Öffentlichen Kunstsammlung Basel und war von 1918 bis 1927 wissenschaftlicher Sachbearbeiter dieser Sammlung. Für das Kupferstichkabinett erwarb Riggenbach unter anderem 1921 die Zeichnung Bildnis eines Knaben von Ambrosius Holbein und 1924 den Entwurf zu einem Deckelpokal von Hans Holbein dem Jüngeren.
Ab 1919 gehörte Riggenbach zur Freiwilligen Basler Denkmalpflege und wurde 1932 erster staatlicher Denkmalpfleger des Kantons Basel-Stadt. Von 1942 bis 1947 war er zudem Mitglied der Eidgenössischen Kommission für Erhaltung historischer Denkmäler.
1944 wurde Rudolf Riggenbach zum Ehrendozenten an der Universität Basel ernannt. Im gleichen Jahr schuf der Maler Hermann Meyer (1878–1961) ein Portrait von Riggenbach. Eine seiner wenigen Vorlesungen war 1948 Hans Holbein der Jüngere, Basler Jahre. Ab 1949 war er auch Mitglied des schweizerischen Burgenkomitees.
Im 79. Lebensjahr starb er am 19. Mai 1961 in Basel.

## Wirken als Kunsthistoriker und Denkmalpfleger

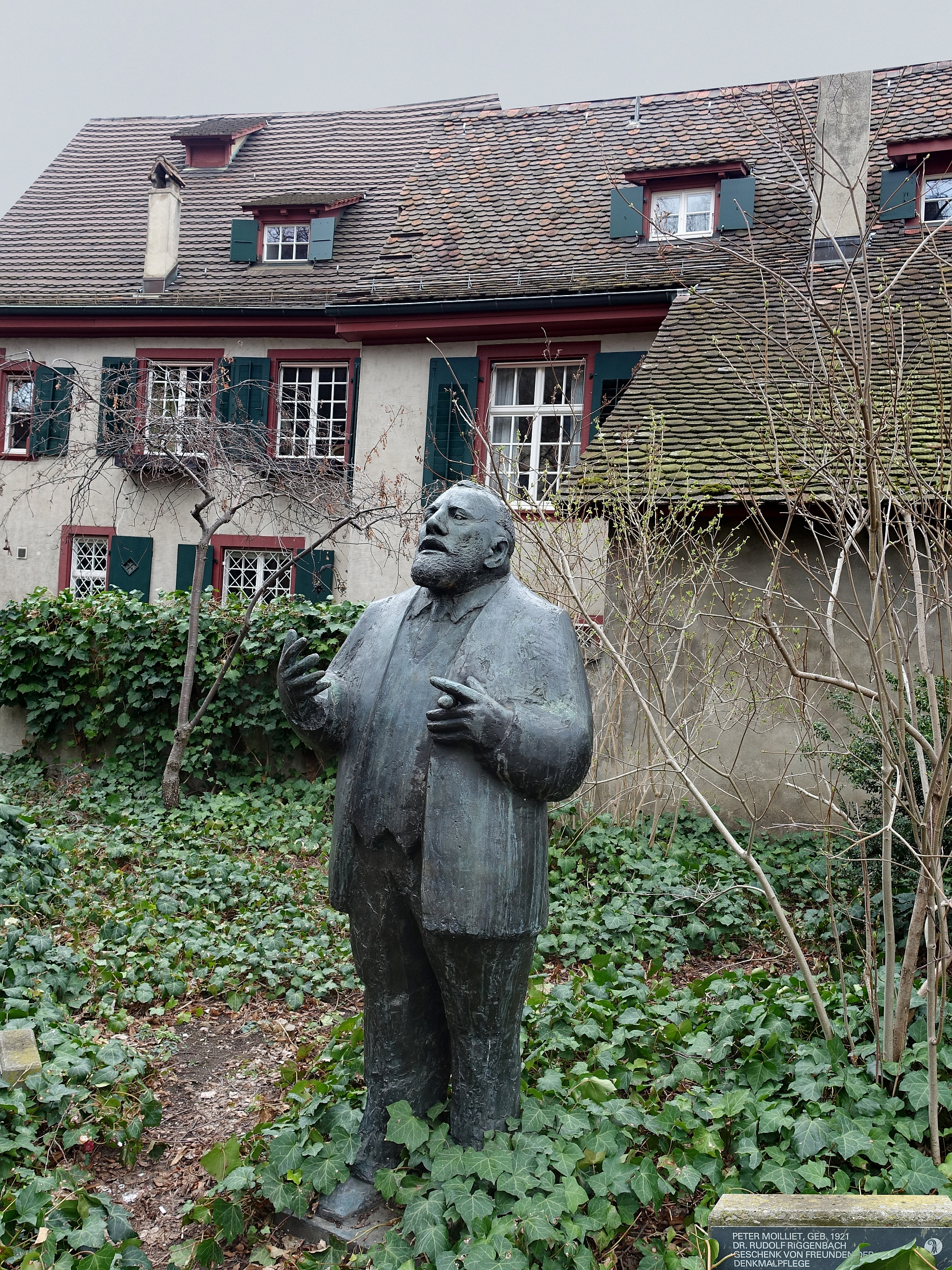
Riggenbach-Skulptur von Peter Moilliet

Zu Riggenbachs Spezialgebieten gehörte die spätgotische Kunst des Wallis und die Wandmalereien von Basel und Umgebung. Durch die Entdeckung des gotischen Altars der alten Kirche von Raron in der Leiggern-Kapelle begann Riggenbach sich mit der Architektur der Schiner-Zeit und mit Ulrich Ruffiner von Prismell zu beschäftigen.
Nachdem 1927 in der Eberlerkapelle der Basler Peterskirche Wandbilder entdeckt worden waren und er diese 1932 näher untersucht hatte, wurde die Kapelle mit Hilfe des Bundes 1939/1940 der Funktion als Heizungsraum enthoben und restauriert. Zu ihrer Eröffnung 1940 verfasste Riggenbach eine Festschrift.
Auch die Restaurierung des Kleinen Klingentals und seine Eröffnung als Stadt- und Münstermuseum ist Riggenbach zu verdanken. Mittels Originalskulpturen des Basler Münsters sowie Dokumenten und Illustrationen zur Stadtgeschichte versuchte er im Stadt- und Münstermuseum das Interesse für die Vergangenheit und die Wertschätzung alter Gebäude zu fördern.
Für die Rettung der Bilder auf der Kapellbrücke und Spreuerbrücke in Luzern übernahm er die Leitung ihrer Restaurierung. Bei der Renovation der Epitaphien in der Rheinfelder Kirche St. Martin wurde 1945 sein Rat eingeholt.
Ende 1945 gelang es Riggenbach, den Städten Freiburg im Breisgau und Breisach am Rhein die nötige Menge an Ziegeln (insgesamt 80.000) zu beschaffen und 1946 zukommen zu lassen. So konnten diese Städte die von den Bombenangriffen zerschlagenen Dächer des Freiburger und des Breisacher Münsters neu decken. Für diese Hilfe erhielt er 1956 das Große Verdienstkreuz der Bundesrepublik Deutschland.
Ab 1950 setzte sich Riggenbach für die Restaurierung der gotischen Orgel der Basilique de Valère in Sion ein. In Anwesenheit des Bischofs, des Domkapitels und der Bevölkerung von Sion hielt er am 7. November 1954 eine Rede zur Wiedereinweihung der Orgel.
Bis zu seinem Tod befasste er sich immer wieder mit Emanuel Büchel, einem zeichnenden Bäckermeister des 18. Jahrhunderts. In seinen Notizen zu Emanuel Büchel hält er fest, dass Büchels Skizzenbücher und Zeichnungen nach Matthäus Merian die wichtigsten und ergiebigsten Quellen zum früheren Aussehen Basels seien.

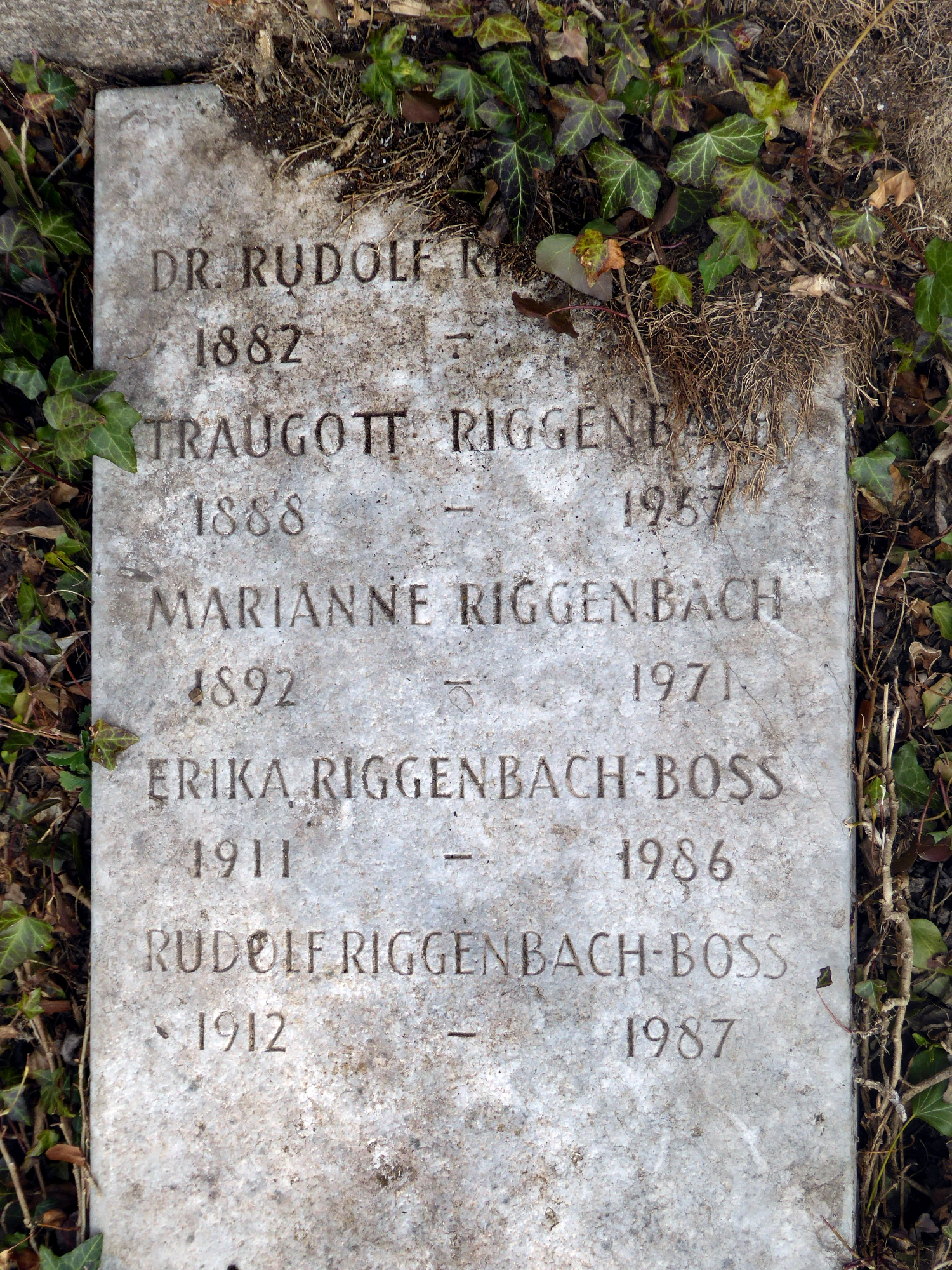
Grab auf dem Wolfgottesacker in Basel.

Riggenbach war unter anderem auch an den Restaurierungen und den Erhalt der Basler Theodorskirche, des Regierungsratssaales im Basler Rathaus, des Bottmingerschlosses, des Churer Totentanzes und des Stockalperschlosses in Brig beteiligt.
Am 1. August 1954 trat Riggenbach in den Ruhestand. Das Familiengrab von Riggenbach befindet sich auf dem Friedhof Wolfgottesacker in Basel. 

## Rezeption und Ehrungen
Mit seinem Engagement als Denkmalpfleger und Basler Original war er auch ein beliebtes Fasnachtssujet. Die erste Fasnachtsclique, die Riggenbach auf die Laterne brachte, war die Spezi-Clique: 1929 malte der Laternenmaler Charles Hindenlang Riggenbach bei seinem Versuch, das Gemälde «Engel der Verkündigung» von Konrad Witz für das Kunstmuseum zu erwerben.
Zu Rudolf Riggenbachs 80. Geburtstag gab es im Dezember 1962 von der Denkmalpflege im Stadt- und Münstermuseum Klingental eine Gedächtnisausstellung. Im ersten Obergeschoss des Museums wurden Dokumente, Fotografien, Gemälde seiner Kunstfreunde, Riggenbachs Beziehungen zur Fasnacht und mehr gezeigt.
Geehrt wurde er anlässlich dieser Ausstellung im Dezember 1962 zudem mit einer von Alexander Zschokke geschaffenen Halbfigur. Diese Plastik ist in der Eingangshalle des Museums Kleines Klingental aufgestellt.
Die Riggenbach darstellende Plastik auf dem Leonhardskirchplatz wurde von Peter Moilliet geschaffen und 1971 aufgestellt.

## Vorträge (Auswahl)
- Die Kunstwerke des 15. und beginnenden 16. Jahrhunderts im Wallis. Am 23. Oktober 1924 an der Jahresversammlung des Geschichtsforschenden Vereins für das Oberwallis in Raron.[29]
- Ulrich Ruffiner von Prismell und die Bauten der Schinerzeit im Wallis. Gehalten am 17. Oktober 1929 an der Jahresversammlung des Geschichtsforschenden Vereins für das Oberwallis in Brig sowie am 3. März 1930 für die Historische und Antiquarische Gesellschaft zu Basel in der Schlüsselzunft.[30]
- Die Wandmalereien Basels im ausgehenden Mittelalter. Gehalten am 12. September 1932 in Winterthur.[31]
- Lucius Iter und die Renaissance in Chur. Gehalten am 18. Februar 1946 für die Historische und Antiquarische Gesellschaft zu Basel in der Schlüsselzunft.[13]
- Die Madonna des Bürgermeisters Jakob Meyer von Hans Holbein d. J. Gehalten am 4. Dezember 1947 für die Freiwillige Basler Denkmalpflege, Verein der Freunde des Kunstmuseums.[32]
- Die Kunst der Schinerzeit im Wallis (Kirchenschätze von St. Maurice und Sitten). Gehalten am 11. Dezember 1947 im Bernuollianum.[30][33]
- Rede zur Wiedereröffnung des Stadt- und Münstermuseums am 4. Dezember 1948.[32]
- Die Renaissance in Basel. Gehalten am 19. Oktober 1953 für die Historische und Antiquarische Gesellschaft zu Basel in der Schlüsselzunft.[34]
- Emanuel Büchel und das Basel des 18. Jahrhunderts. Gehalten am 17. Dezember 1951 für die Historische und Antiquarische Gesellschaft zu Basel.[35]

## Schriften (Auswahl)
Ein vollständiges Verzeichnis seiner Schriften findet sich bei Fritz Husner: Bibliographie Dr. Rudolf Riggenbach. In: Basler Zeitschrift für Geschichte und Altertumskunde 62, 1962, S. 165–181 (Digitalisat).
- Der Maler und Zeichner Wolfgang Huber (ca. 1490–nach 1542). Dissertation Basel 1907 (Digitalisat).
- Über die Tätigkeit der Basler Museumsleitung. Eine Entgegnung. In: Basler Nachrichten, 20. März 1910.
- Zur Grünewaldbegeisterung des Pfeffelschen Kreises. In: Basler Zeitschrift für Geschichte und Altertumskunde, 14. Bd., 1915, S. 274–277.
- Die Schweizerische Kunstausstellung in Karlsruhe. In: Das Werk. Architektur, Kunstgewerbe, Freie Kunst, 12. Jahrgang, 11. Heft, November 1925, S. 331–336.
- Die Bibliothek de Lavallaz in Sitten. In: Der Schweizer Sammler 5. Jahrgang, Nr. 3, 7. März 1931.
- Die Wandgemälde des Rathauses zu Basel, aus dem XV. und XVI. Jahrhundert (= Kunstdenkmäler des Kantons Basel-Stadt, 1. Bd.). Basel 1932.
- Ulrich Ruffiner von Prismell und die Bauten der Schinerzeit im Wallis. Brig 1934 (und zweite erweiterte Auflage Brig 1952).
- Französische Meisterzeichnungen des 19. Jahrhunderts. Zur Ausstellung in der Kunsthalle. In: Sonntagsblatt der Basler Nachrichten, Nr. 33, 29. Jahrgang, 1935, S. 133–136.
- Die Wandbilder des Konrad Witz im alten Zeughaus. In: National-Zeitung Basel, Nr. 568, Sonntag, 6. Dezember 1936.
- Die Eberlerkapelle (in der Peterskirche zu Basel) und ihre Wandbilder. Festschrift zur Einweihung der Kapelle am 2. November 1940. (= Jahresbericht 1939 der Freiwilligen Basler Denkmalpflege). Basel 1940.
- Der Meister des Reich von Reichenstein’schen Votivbildes. In: Die Reichenstein’sche Kapelle in Mariastein – Gedenkblätter zur Vollendung ihrer Renovation im Herbst 1943. Mariastein 1943.
- Die Fresken des Sarasin’schen Gartensaals im Basler Museum. In: Werk. Die Schweizer Monatsschrift für Kunst, Architektur, Künstlerisches Gewerbe, 30. Jahrgang, 1943, S. 335–340 (Digitalisat).
- Die Wandbilder der Kirche von Dornach. In: Für die Heimat. Jurablätter von der Aare zum Rhein. Monatshefte für Kultur und Verkehrswerbung, 8. Jahrgang, 3. Heft, März 1946, S. 39–43.
- Der Klingentaler Totentanz in Basel. In: Basler Volkskalender 1947. Katholisches Jahrbuch der Nordwestschweiz, S. 57–60.
- Die Funde in der Niklauskapelle des Münsters. In: Basler Staatskalender 1949, S. 13–17.
- Der König der Welt und die törichte Jungfrau am Basler Münster. In: Schweizer Radio Zeitung, Nr. 47, 1951, S. 22.
- Ulrich Ruffiner von Prismell und die Bauten der Schinerzeit im Wallis. 2.  erweiterte Auflage. Brig 1952.
- Der Buchdrucker Huldrich Frölich [...]. In: Basler Zeitschrift für Geschichte und Altertumskunde. Band 58/59, 1959, S. 215–229.